# 은둔관코박쥐
은둔관코박쥐(Murina recondita)는 애기박쥐과에 속하는 박쥐의 일종이다. 대만의 토착종이다.

## 특징
작은 박쥐로 전완장은 28~31.3mm이다. 털이 길고, 날개 위까지 이어지며 팔꿈치와 무릎까지 덮여 있다. 등 쪽은 갈색부터 누르스름한 갈색까지 다양한 색을 띤다.

## 생태
먹이는 곤충이다.

## 분포 및 서식지
해발 최대 1,400m까지 숲에서 서식하며, 예외적으로 2,200m 높이에서도 발견된다.